# Emiliano Viviano
Emiliano Viviano (* 1. prosince 1985, Florencie, Itálie), je italský fotbalový brankář, který v současné době působí v Palermu.